# العلاقات الإيرانية القرغيزستانية
العلاقات الإيرانية القيرغيزستانية هي العلاقات الثنائية التي تجمع بين إيران وقيرغيزستان.

## مقارنة بين البلدين
هذه مقارنة عامة ومرجعية للدولتين:
| وجه المقارنة                                              | إيران                    | قيرغيزستان                      |
| --------------------------------------------------------- | ------------------------ | ------------------------------- |
| المساحة (كم2)                                             | 1.65 مليون               | 199.95 ألف                      |
| عدد السكان (نسمة)                                         | 79.97 مليون              | 6.20 مليون                      |
| الكثافة السكانية (ن./كم²)                                 | 48.47                    | 31.01                           |
| العاصمة                                                   | طهران                    | بيشكك                           |
| اللغة الرسمية                                             | لغة فارسية               | اللغة الروسية، اللغة القيرغيزية |
| العملة                                                    | ريال إيراني              | سوم قيرغيزستاني                 |
| الناتج المحلي الإجمالي (بليون دولار)                      | 439.51 مليار             | 7.56 مليار                      |
| الناتج المحلي الإجمالي (تعادل القوة الشرائية) بليون دولار | 1.36 تريليون             | 20.45 مليار                     |
| الناتج المحلي الإجمالي الاسمي للفرد دولار أمريكي          |                          | 1.10 ألف                        |
| الناتج المحلي الإجمالي للفرد دولار أمريكي                 |                          |                                 |
| مؤشر التنمية البشرية                                      | 0.766                    | 0.655                           |
| رمز المكالمات الدولي                                      | +98                      | +996                            |
| رمز الإنترنت                                              | .ir،                     | .kg                             |
| المنطقة الزمنية                                           | ت ع م+03:30، توقيت إيران | ت ع م+06:00                     |

## منظمات دولية مشتركة
يشترك البلدان في عضوية مجموعة من المنظمات الدولية، منها:
| علم المنظمة | اسم المنظمة                                                | تاريخ انضمام إيران | تاريخ انضمام قيرغيزستان |
| ----------- | ---------------------------------------------------------- | ------------------ | ----------------------- |
|             | مؤسسة التنمية الدولية                                      | 10 أكتوبر 1960     | 24 سبتمبر 1992          |
|             | يونسكو                                                     | 6 سبتمبر 1948      | 2 يونيو 1992            |
|             | وكالة ضمان الاستثمار متعدد الأطراف                         | 15 ديسمبر 2003     | 21 سبتمبر 1993          |
|             | الأمم المتحدة                                              | 24 أكتوبر 1945     | 2 مارس 1992             |
|             | العملية المشتركة للاتحاد الأفريقي والأمم المتحدة في دارفور | ?                  | ?                       |
|             | الاتحاد البريدي العالمي                                    | ?                  | ?                       |
|             | البنك الدولي للإنشاء والتعمير                              | 29 ديسمبر 1945     | 18 سبتمبر 1992          |
|             | منظمة التعاون الإسلامي                                     | ?                  | ?                       |
|             | منظمة حظر الأسلحة الكيميائية                               | ?                  | ?                       |
|             | مؤسسة التمويل الدولية                                      | 28 ديسمبر 1956     | 11 فبراير 1993          |
|             | منظمة الشرطة الجنائية الدولية                              | ?                  | ?                       |

## وصلات خارجية
- موقع وزارة الخارجية الإيرانية
- موقع وزارة الخارجية القيرغيزستانية